# Aleksander Świętosławski
Aleksander Świętosławski (ur. 1811, zm. 1835) – działacz polityczny, student UW, uczestnik ataku na Belweder 29 listopada 1830 i powstania listopadowego (1830-1831), po którego upadku wyemigrował do Francji. Współtwórca Towarzystwa Demokratycznego Polskiego (TDP, 1832). Brat Zenona Świętosławskiego, współorganizatora Gromady Ludu Polskiego Humań.